# Guy Gerber
Guy Avraham Gerber est un DJ, producteur et musicien de musique électronique qui travaille sur la scène techno underground. Ses projets vont de la collaboration avec des stars internationales du hip-hop à l'organisation d'une soirée à l'écart au club d'Ibiza, le Pacha.

## Biographie
Gerber naît en 1974 à Tel Aviv. En 2012 et 2013, l'artiste livre un album Fabric composé de nouvelles productions entièrement originales ; puis l'album Who's Stalking Who. Gerber a remixé des titres tels que The L Word de Deniz Kurtel et Hungry for the Power d'Azari and III.
L'artiste a collaboré avec des artistes du monde entier, comme Miss Kittin sur l'EP Rumors on The Dancefloor, acclamé par la critique. Rumors sort également de nombreux EP d'autres artistes comme Seth Troxler, ainsi que de nouveaux talents au style unique, comme Clarion ou Acid Mondays.

## Discographie partielle
- 2002 : Electric Mistress
- 2004 : Stoppage Time
- 2005 : Turkish Delight
- 2006 : Sea of Sand
- 2006 : This Is Balagan
- 2007 : Belly Dancing
- 2009 : Timing
- 2012 : The Mirror Game
- 2016 : Secret Encounters EP
- 2017 : Here Comes The Rain EP
- 2018 : What to Do EP
- 2023 : Leave It On EP

### Albums studio
- 2007 : Late Bloomers
- 2014 : 11 11 avec Sean Combs (alias Puff Daddy)

### Remixes
- Dominik Eulberg – Bionik
- New Order – Waiting for the Sirens
- Azari and III – Hungry for the Power